# Koga Maszahiro
Koga Maszahiro (Fukuoka, 1978. szeptember 8. –) japán válogatott labdarúgó.

## Nemzeti válogatott
A japán U20-as válogatott tagjaként részt vett az 1997-es ifjúsági labdarúgó-világbajnokságon.